# لغات سيووية

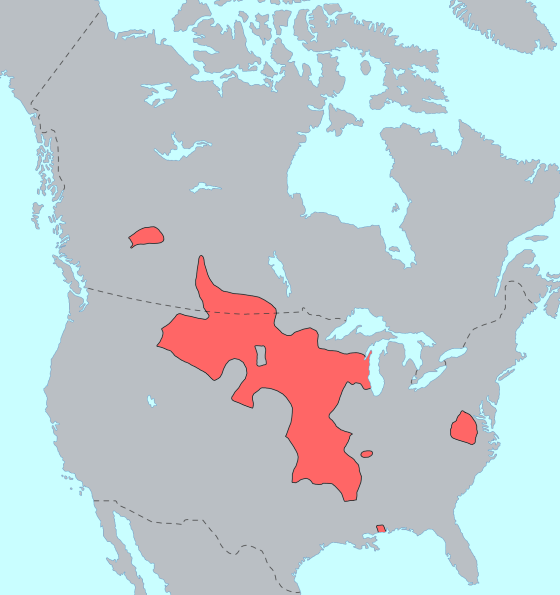
موقع اللغات السيووية قبل دخول المستوطنين الأوروبيين

السيووية هي عائلة لغوية في شمال أمريكا. كان الناطقون بلغاتها قبائل منتشرة من فرجينيا في الولايات المتحدة إلى ألبيرتا في كندا، ولا يزال عدة آلاف يتكلمونها. أكبر لغة سيووية هي الداكوتية، لغة شعب الداكوتا (الـ«سيو») الذي قاوم الولايات المتحدة تحت قيادة «الثور الجالس (تاتانكا إيوتاكه)» حتى بداية القرن العشرين. انقرضت كل اللغات السيووية الشرقية والجنوبية، وأكثر اللغات الباقية لم يعد يتعلمها الأطفال.
يعتبر العلماء أن موطن اللغات السيووية الأصلي كان قريبا من شاطئ المحيط الأطلسي في ولايات فيرجينيا وكارولينا الشمالية. ثم انتقل بعض الناطقين بها إلى وادي أوهايو ومنه إلى وادي ميسيسيبي ووادي مزوري. لما استورد الحصان من أوروبا سبب تغييرا شاملا في تقاليد بعض هذه القبائل، ومنها الداكوتا، فانتقل أهلها إلى السهول الكبرى غربي وادي ميسيسيبي ليصطادوا البقر الوحشي. في القرن التاسع عشر دخل مئات الآلاف من المستوطنين الأمريكيين إلى مناطق هذه القبائل، ووقعت حروب بين الطرفين، فطردت الحكومة الأمريكية بعضها إلى ولاية أوكلاهوما، وبقي البعض الآخر منها في أجزاء صغيرة من أراضيها. وفي القرن العشرين أسست الحكومة الأمريكية لأكثر القبائل الهنود الأمريكيين مدارس داخلية حيث مُنع استعمال غير اللغة الإنجليزية. لهذا نسي الكثير من أطفالهم لغتهم وأصبح البعض الآخر يخجلون من التحدث بها، وأصبحوا لاحقا لا يتحدثون مع أطفالهم بغير الإنجليزية. ولهذا نجد في كثير من هذه القبائل أن الشيوخ يتكلمون لغتهم التقليدية، كما يعرفها أولادهم ولكن لا يستعملونها، أما أحفادهم فلا يعرفونها البتة.
لكثير من أسماء الأماكن في بعض الولايات الأمريكية أصول سيووية، ومنها داكوتا وآيوا ومزوري وميسيسيبي.
أقرب عائلة لغوية إلى السيووية هي الكاتوبية. وبعد ذلك يختلف العلماء، لكن بعضهم يعتقدون أن هناك علاقة بينها وبين العائلتين اللغويتين الكادوية والإروكوية التين تجاورانها.
في أكثر هذه اللغات تعتبر الصفة فعلا، ويمكن تصريف الاسم وكأنه فعل. وهناك يستعمل جمع الفعل ليدل على فعل شيء أكثر من مرة، فمثلا في الداكوتية تقول «يوكسا» بمعنى «قطع مرة» و«يوكساكسا» بمعنى «قطع عدة مرات». وهناك حروف مضافة إلى الفعل تدل على طريقة عمل الفعل. فمثلا في الهوشنكية تقول «واغاس» بمعنى «قطع بضغط على الشيء» و«روغاس» بمعنى «قطع بالفم».
تنقسم العائلة اللغوية السيووية إلى سبع عشرة لغة كما يلي:
- لغات وادي مزوري:
  - الأبسروكية («كرو»)
  - الهيداتسية
- لغات وادي ميسيسيبي:
  - الداكوتية
  - الشيويرية والهوشنكية
  - الذغيهية
- لغات وادي أوهايو:
  - لغات فيرجينيا: التوتيلوية×، السابونية×، الأوكانيشية×
  - لغات ميسيسيبي: البيلوكسية× والأوفوية×

(× لغات منقرضة)

## مواقع أخرى
- ببليوغرافيا لللغات السيووية نسخة محفوظة 8 نوفمبر 2005 على موقع واي باك مشين.
- أسئلة متكررة (بالإنجليزية)